# Владимировка (Ивнянский район)
Влади́мировка — село в Ивнянском районе Белгородской области. Административный центр и единственный населённый пункт Владимировского сельского поселения.

## География
Находится в северо-западной части Белгородской области, в лесостепной зоне, в пределах южной части Среднерусской возвышенности, на берегах ручья Солотинский Ржавец, к западу от автодороги М2, на расстоянии примерно 5 км (по прямой) к востоку от Ивни, административного центра района. Абсолютная высота — 202 м над уровнем моря.

### Климат
Климат характеризуется как умеренно континентальный, с относительно мягкой зимой и продолжительным засушливым летом. Среднегодовая температура воздуха — 5,6 °C. Средняя температура воздуха самого холодного месяца (января) — −8,5 °C; самого тёплого месяца (июля) — 18 °C. Безморозный период длится 154—157 дней. Продолжительность вегетационного периода — 196 дней. Годовое количество атмосферных осадков — 524 мм, из которых большая часть выпадает в тёплый период. Снежный покров держится в течение 102 дней.

### Часовой пояс

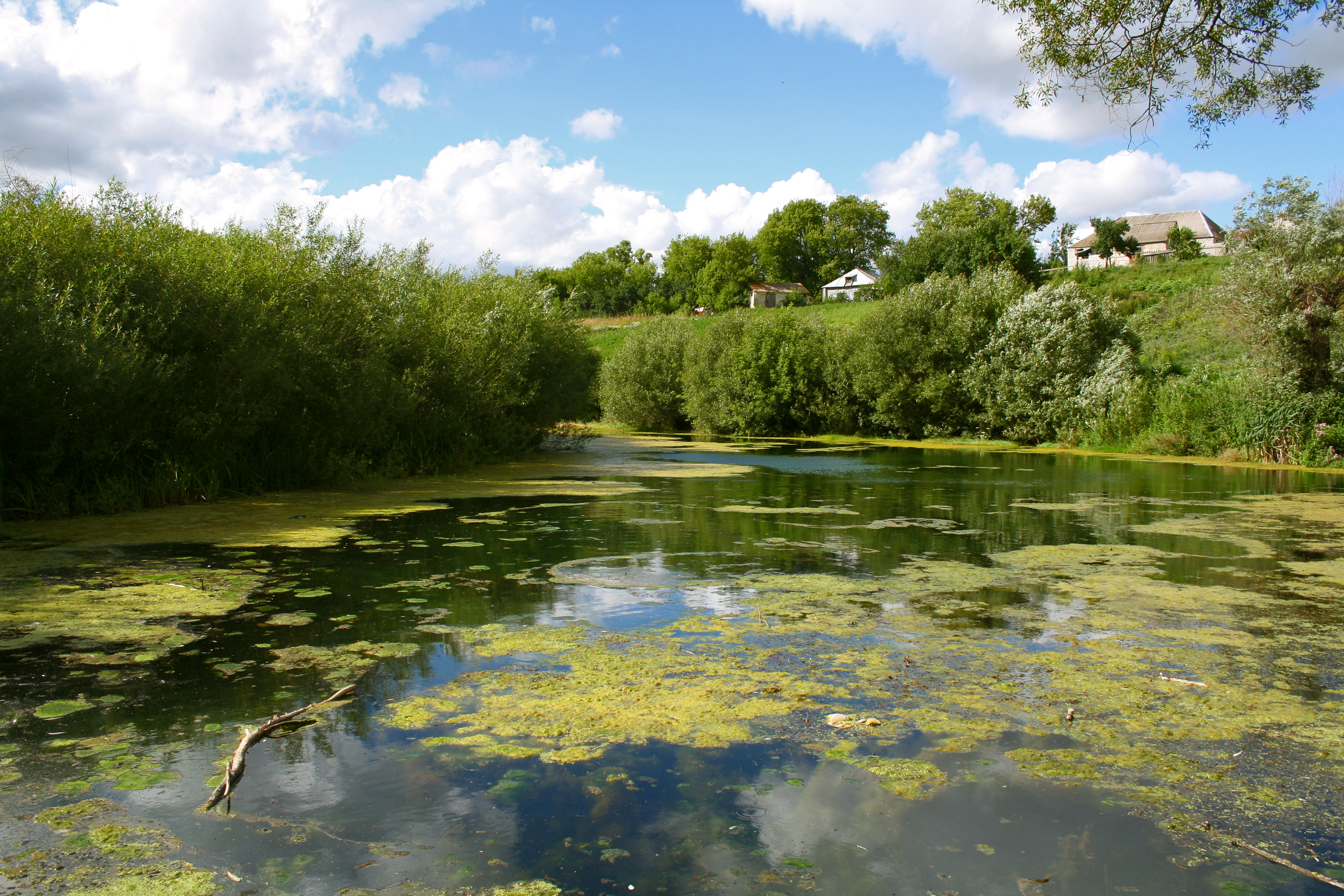
Владимировка

Село Владимировка, как и вся Белгородская область, находится в часовой зоне МСК (московское время). Смещение применяемого времени относительно UTC составляет +3:00.

## Население
| 2002 | 2010 | 2016 | 2017 | 2018 | 2019 | 2020 |
| ---- | ---- | ---- | ---- | ---- | ---- | ---- |
| 529  | ↘520 | ↘482 | ↗490 | ↘489 | ↗496 | ↘488 |
| 2021 |      |      |      |      |      |      |
| ↗569 |      |      |      |      |      |      |

Половой состав
По данным Всероссийской переписи населения 2010 года, в гендерной структуре населения мужчины составляли 46 %, женщины — соответственно 54 %.
Национальный состав
Согласно результатам переписи 2002 года, в национальной структуре населения русские составляли 92 %.

## Известные уроженцы
- Потрясаев, Василий Николаевич (род. 1953) — российский политический деятель.